# Adam Curry
Adam Curry (Estados Unidos, 3 de setembro de 1964) é um empresário estadunidense. Curry passou anos vivendo na Holanda, onde teve suas primeiras oportunidades no rádio e na televisão, onde foi apresentador do programa "countdown" durante um par de anos, e onde obteve uma grande popularidade pela sua simpatia e irreverência. Foi convidado para trabalhar na MTV em 1987, onde ficou até 1994. No começo dos anos 90, vendo o potencial da internet, registrou o nome mtv.com, que foi posteriormente transferido para a MTV após um acordo em um processo.
Curry é um dos principais responsáveis pela criação do formato de transmissão de áudio pela internet conhecido como podcast.
Foi casado com a holandesa Patricia Paay com quem tem um filha, Christina.
Tem um metro e 96 centímetros de altura.